# Aéroport de Lille-Lesquin
L'aéroport de Lille-Lesquin (code IATA : LIL • code OACI : LFQQ • indicatif radio Lille), est un aéroport international situé sur les communes de Lesquin, Fretin, Avelin et Vendeville (communes de la Métropole européenne de Lille à l'exception d'Avelin) dans le département du Nord, en région Hauts-de-France. L'aéroport de Lille-Lesquin fait partie d'un des deux aéroports de la région des Hauts-de-France avec l'aéroport de Paris-Beauvais (BVA) qui est plus fréquenté.
Le Syndicat mixte de l'aéroport de Lille Métropole (SMALIM), établissement Public de Coopération Intercommunale, a été créé par la Région Hauts-de-France et la Métropole européenne de Lille (MEL) afin d’assurer ensemble les missions de service public aéroportuaire au bénéfice des habitants de l’ensemble du territoire métropolitain et des Hauts-de-France au moment du transfert de compétences de l'État au bénéfice des collectivités territoriales. Le SMALIM est propriétaire de l'aéroport et en délègue l'exploitation.

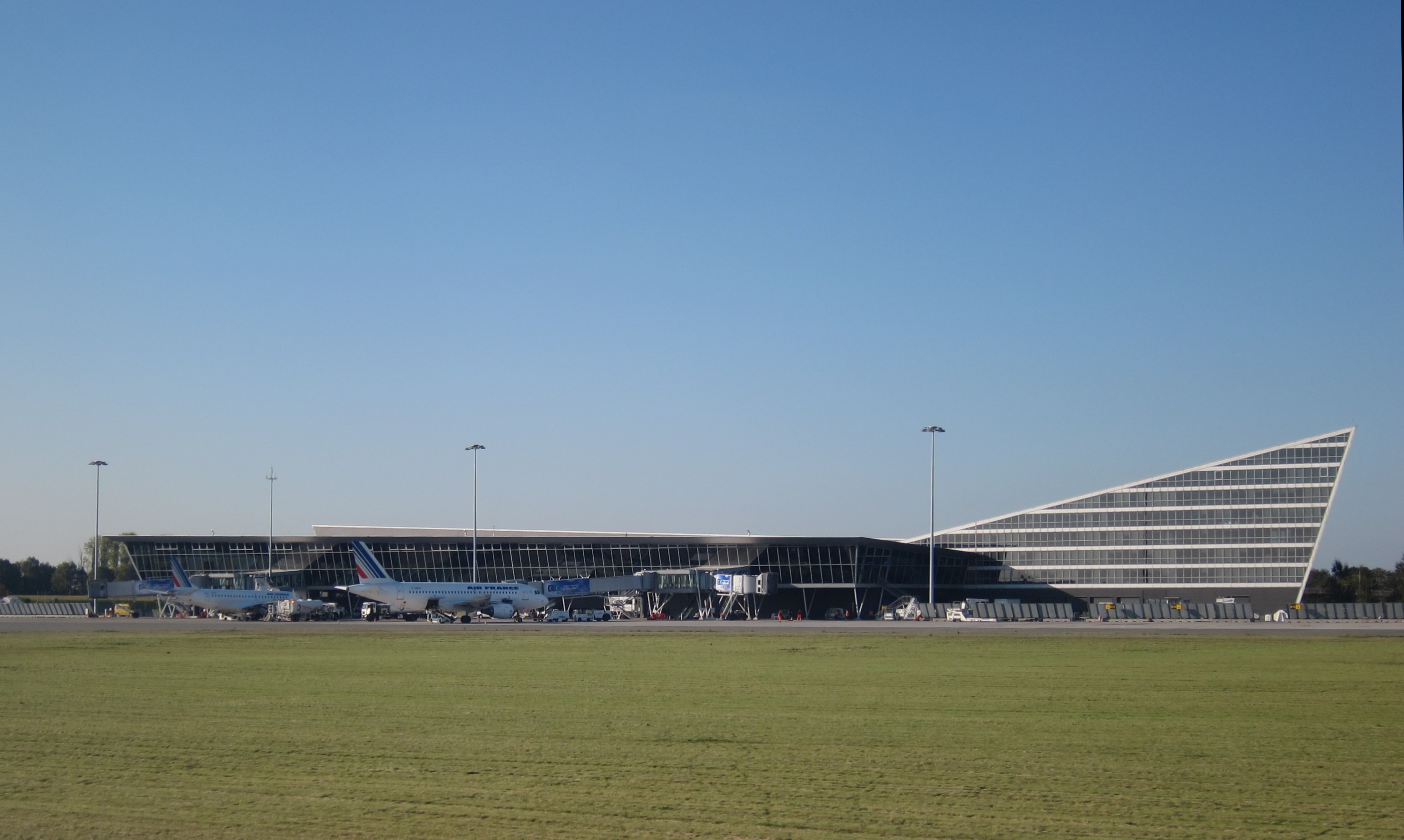
L'aérogare.

L'aéroport est ainsi exploité depuis 2020 par la société Aéroport de Lille SAS, constituée par Eiffage (actionnaire majoritaire) et Aéroport Marseille-Provence. Il était auparavant exploité par la Société de gestion de l'aéroport de la région de Lille (SOGAREL), constituée de la Chambre de commerce et d'industrie Grand Lille à 61 %, en association avec Veolia (34 %) et la Sanef (5 %).
L'aéroport de Lille-Lesquin se situe au cœur d’un réseau autoroutier très dense : A1 Paris-Lille, A25 Dunkerque-Lille, A23 Valenciennes-Lille. Cette situation lui procure une grande accessibilité : outre sa proximité avec la Belgique et les principales villes des Hauts-de-France, l'aéroport est situé près de Villeneuve-d'Ascq et à 15 minutes du centre de Lille et de son quartier des gares, desservi par la navette Aéroport de Lille et par une ligne de bus du réseau Ilévia reliée au métro.
Cet aéroport est ouvert au trafic national et international commercial, régulier ou non, aux avions privés, aux IFR et aux VFR.
En 2018, le trafic annuel des passagers de l'aéroport de Lille-Lesquin s'établit à 2,078 millions de passagers, en hausse de 9,07 % sur un an.

## Situation géographique

Logo de Aéroport de Lille

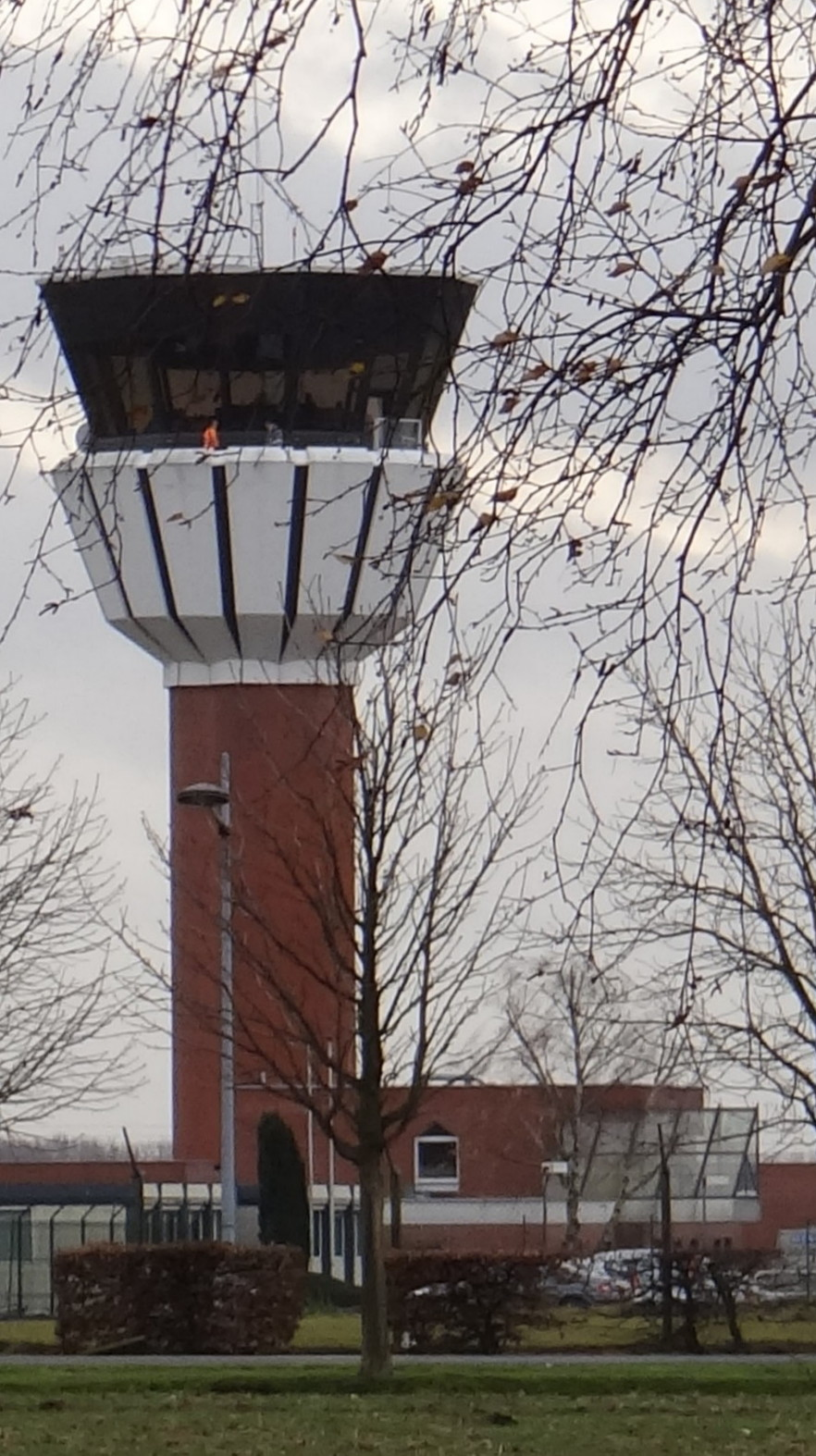
La tour de contrôle.

L'aéroport de Lille - Lesquin est construit sur les plaines du Mélantois dans le Nord culminant à une altitude moyenne de 47 m. Le climat de l'aéroport est un climat océanique dégradé. Les températures moyennes sont plutôt fraîches l'hiver, allant de 1 °C en janvier à 30 °C en juillet et août.
Ses 450 hectares se répartissent sur quatre communes : Lesquin, Fretin, Avelin et Vendeville.
| Abbeville Albert - Bray Amiens - Glisy Arras - Roclincourt Beauvais - Tillé Berck-sur-Mer Calais - Dunkerque Cambrai - Niergnies Château-Thierry - Belleau Compiègne - Margny Dunkerque - · Les Moëres Laon - Chambry Lens - Bénifontaine Lille - Lesquin Lille - Marcq-en-Barœul Maubeuge - Élesmes Merville - Calonne Montdidier Péronne - Saint-Quentin Le Plessis-Belleville Saint-Inglevert - · Les deux Caps Saint-Omer - Wizernes Saint-Quentin - Roupy Soissons - Courmelles Le Touquet- · Elizabeth II Valenciennes - Denain |

## Histoire
- 1936 : construction de l'aérodrome militaire, s'appelant Seclin-Enchemont[5]. Il existe alors un aéroport civil Lille-Ronchin, situé au pied des remparts[6]
- 1940 : extension de l'aérodrome par l'armée d'occupation allemande.
- 1947 : l'aérodrome est ouvert à la circulation aérienne publique (CAP), l'aérodrome de Lille-Ronchin, très abimé dans les bombardements et trop proche des usines du sud de Lille est abandonné[6].
- 1963 : inauguration de l'aérogare passagers.
- 1969 : la Chambre de commerce et d'industrie obtient la concession commerciale de l'aéroport.
- 1972 : inauguration de l'aérogare Fret.
- 1996 : inauguration de la nouvelle aérogare, pouvant accueillir 1,5 million de passagers par an.
- 2016 : le 8 juillet, en raison de la dérive du Nord magnétique, la piste 02/20 est renommée en 01/19
- 2020 : nouveau gestionnaire : Aéroport de Lille SAS, constituée par Eiffage (actionnaire majoritaire) et Aéroport Marseille-Provence

## Statistiques

### En graphique
Le graphique qui aurait dû être présenté ici ne peut pas être affiché car il utilise l'ancienne extension Graph, désactivée pour des questions de sécurité. Des indications pour créer un nouveau graphique avec la nouvelle extension Chart sont disponibles ici.

Voir la requête brute et les sources sur Wikidata.

### Évolution du trafic passagers en tableau
| Année | Passagers | Évolution | Année | Passagers | Évolution | Année | Passagers | Évolution | Année | Passagers | Évolution |
| ----- | --------- | --------- | ----- | --------- | --------- | ----- | --------- | --------- | ----- | --------- | --------- |
| 1961  | 9 985     | -         | 1980  | 421 273   | 9,47 %    | 1999  | 978 908   | 13,14 %   | 2018  | 2 078 549 | 9,07 %    |
| 1962  | 14 829    | 48,51 %   | 1981  | 450 934   | 7,04 %    | 2000  | 990 598   | 1,19 %    | 2019  | 2 189 221 | 5,3 %     |
| 1963  | 20 316    | 37,00 % - | 1982  | 466 588   | 3,47 %    | 2001  | 970 391   | -2,04 %   | 2020  | 734 982   | -57,3 %   |
| 1964  | 32 569    | 60,31 %   | 1983  | 485 617   | 4,08 %    | 2002  | 922 791   | -4,90 %   | 2021  | 1 167 042 | 58,8 %    |
| 1965  | 45 734    | 40,42 %   | 1984  | 485 680   | 0,01 %    | 2003  | 873 602   | -5,33 %   | 2022  | 1 773 154 | 51,9 %    |
| 1966  | 55 120    | 20,52 %   | 1985  | 474 760   | -2,25 %   | 2004  | 848 037   | -2,93 %   | 2023  | 1 864 769 | 5,2 %     |
| 1967  | 69 735    | 26,51 %   | 1986  | 520 357   | 9,60 %    | 2005  | 842 650   | -0,63 %   | 2024  | 1 795 544 | ▼ −3,71 % |
| 1968  | 63 208    | -9,36 %   | 1987  | 567 029   | 8,97 %    | 2006  | 936 032   | 11,08 %   |       |           |           |
| 1969  | 82 305    | 30,21 %   | 1988  | 641 199   | 13,08 %   | 2007  | 1 051 758 | 12,36 %   |       |           |           |
| 1970  | 117 295   | 42,51 %   | 1989  | 795 673   | 24,09 %   | 2008  | 1 014 704 | -3,52 %   |       |           |           |
| 1971  | 125 967   | 7,39 %    | 1990  | 807 789   | 1,52 %    | 2009  | 1 147 924 | 13,13 %   |       |           |           |
| 1972  | 156 871   | 24,53 %   | 1991  | 758 727   | -6,07%    | 2010  | 1 170 693 | 1,98 %    |       |           |           |
| 1973  | 171 471   | 9,31 %    | 1992  | 799 092   | 5,32 %    | 2011  | 1 164 631 | -0,52 %   |       |           |           |
| 1974  | 177 188   | 3,33 %    | 1993  | 839 828   | 5,10 %    | 2012  | 1 397 637 | 20 %      |       |           |           |
| 1975  | 205 292   | 15,86 %   | 1994  | 805 624   | -4,07 %   | 2013  | 1 661 741 | 18,9 %    |       |           |           |
| 1976  | 268 932   | 31,00 %   | 1995  | 802 031   | -0,45 %   | 2014  | 1 596 700 | -3,91 %   |       |           |           |
| 1977  | 291 432   | 8,37 %    | 1996  | 849 405   | 5,91 %    | 2015  | 1 538 814 | -3,63 %   |       |           |           |
| 1978  | 375 708   | 28,92 %   | 1997  | 824 934   | -2,88 %   | 2016  | 1 781 490 | +15,6%    |       |           |           |
| 1979  | 384 824   | 2,43 %    | 1998  | 865 193   | 4,88 %    | 2017  | 1 905 608 | +7,3%     |       |           |           |

## L'aéroport mise sur le bas prix

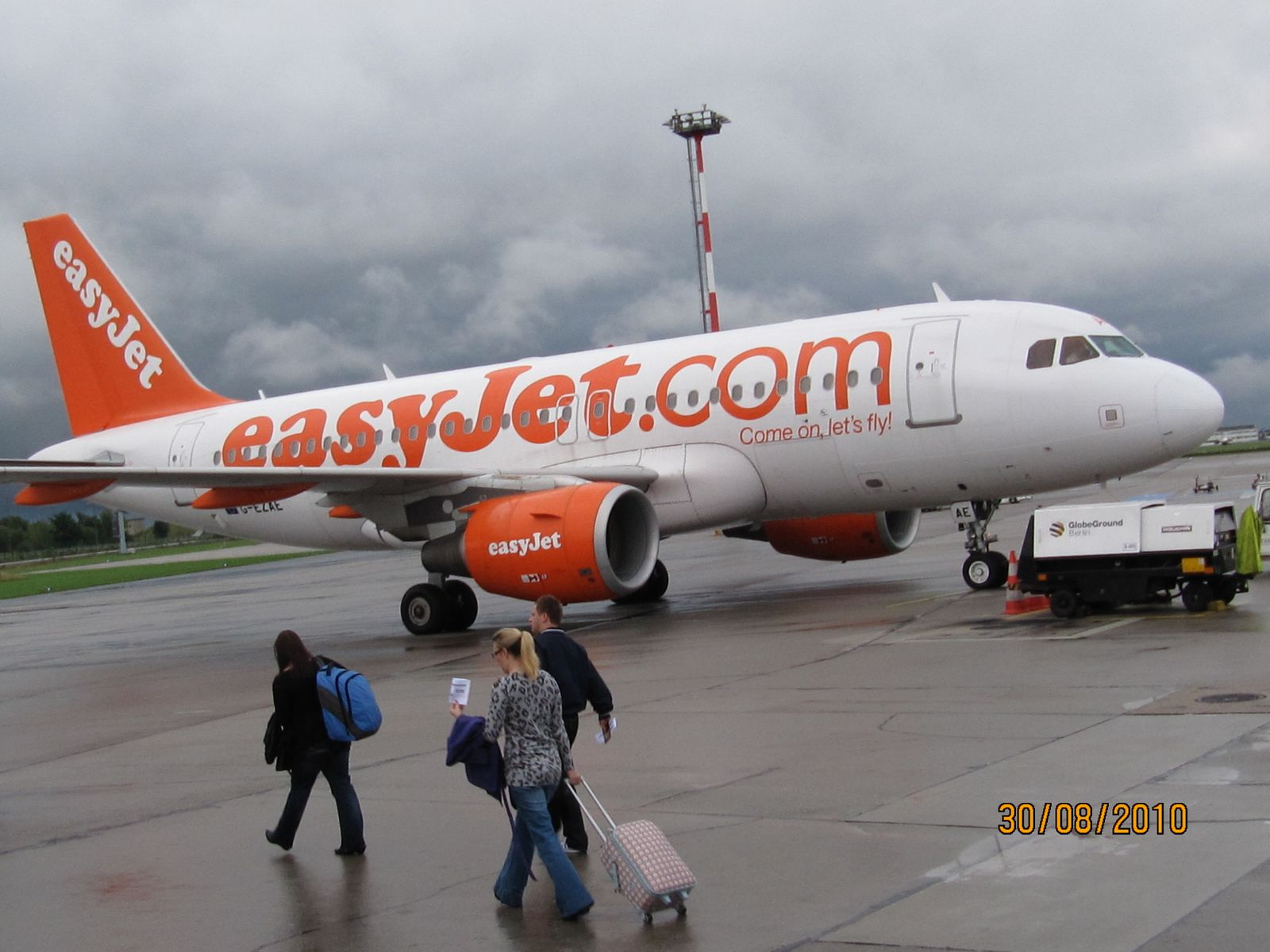
Un avion d'Easyjet au départ pour Genève.

Alors que l'aéroport de Lille-Lesquin se trouve dans une situation délicate connaissant successivement des ouvertures et fermetures de lignes, la compagnie à bas prix Ryanair décide d'ouvrir fin 2008 une liaison directe avec un vol quotidien vers Marseille en concurrence avec Régional, filiale d'Air France. Fort de son succès, Ryanair annonce l'ouverture de plusieurs lignes en 2009 dont le doublement des fréquences vers Marseille avec 14 vols par semaine. Ainsi, la compagnie à bas prix ouvre des lignes vers Porto, Alicante, Pise mais pour ces deux dernières, il s'agit d'un échec. À la suite des déboires judiciaires de la compagnie en 2010, la ligne de Gérone ne dure que quelques mois et Marseille voit ses fréquences réduites à un vol quotidien.
L'année 2012 est une année importante marquée par l'arrivée de trois nouvelles compagnies. Vueling qui ouvre une ligne vers Barcelone, première ligne régulière vers l'Espagne depuis l'échec de Gérone par Ryanair en 2010. EasyJet dessert également Toulouse mais aussi Nice. La compagnie tunisienne Tunisair lance une ligne directe vers la capitale Tunis. À l'automne 2012, la compagnie à bas prix Transavia lance deux lignes régulières vers l'Italie : Rome et Venise. Enfin, la compagnie Volotea opère depuis Lille vers Biarritz, Palma de Majorque et Ibiza.
Le développement de l'aéroport continue en 2013 avec l'ouverture de nombreuses lignes vers le Maroc : Agadir, Marrakech, Oujda avec la compagnie à bas prix Transavia France. La récente compagnie Volotea continue son développement avec le lancement des lignes vers la Corse : Ajaccio et Bastia. Easyjet se développe aussi à Lille-Lesquin puisqu'elle lance une 4e destination, Genève proposé avec 5 vols par semaine.
Avec un trafic en hausse de 18,9 %, l'aéroport de Lille-Lesquin connaît la meilleure croissance française en 2013. Cependant 2014 connaît une légère diminution de presque 4 %.

## Compagnies et destinations
| Compagnies          | Destinations |
| ------------------- | --- |
| Air Algérie         | Alger-Houari-Boumédiène, Constantine-Mohamed-Boudiaf, Oran-Ahmed-Ben-Bella |
| ASL Airlines France | Alger-Houari-Boumédiène, Oran-Ahmed-Ben-Bella En saison : Béjaïa, Sétif, Tlemcen - Zenata - Messali El Hadj, Toulon-Hyères |
| EasyJet             | Bordeaux-Mérignac, Genève-Cointrin, Nice-Côte d'Azur, Toulouse-Blagnac En saison : Alicante-Elche, Palma de Majorque |
| Nouvelair Tunisie   | Djerba-Zarzis En saison : Monastir, Tunis-Carthage |
| Ryanair             | Fès-Saïss, Marseille-Provence, Porto-F. Sá-Carneiro |
| Sky Express         | En saison : Héraklion-N. Kazantzákis |
| TUIfly Belgium      | Agadir-Al Massira, Casablanca-Mohammed-V, Marrakech-Ménara, Oujda-Les Angades |
| Volotea             | Barcelone-El Prat, Bordeaux-Mérignac, Montpellier-Méditerranée, Nice-Côte d'Azur, Toulouse-Blagnac En saison : - Agadir-Al Massira, - Ajaccio-Napoléon-Bonaparte, - Athènes E.-Venizélos, - Áraxos, - Bastia-Poretta, - Calvi Sainte-Catherine, - Comiso, - Corfou-I. Kapodístrias, - Faro, - Figari Sud Corse, - Fuerteventura, - Héraklion-N. Kazantzákis, - Rodez, - Lanzarote-Arrecife, - Malaga-Costa del Sol, - Marrakech-Ménara, - Minorque-Mahón, - Olbia-Costa Smeralda, - Palerme Falcone-Borsellino, - Palma de Majorque, - Perpignan, - Rhodes-Diagoras, - Split, - Ténériffe-Sud Reine Sofia, - Varna, |

## Desserte

### Transports en commun
L'aéroport est desservi par la ligne 68 du réseau Ilévia permettant une correspondance avec la ligne 1 du métro de Lille à la station Quatre Cantons - Stade Pierre-Mauroy. Les lignes 855 et 871 du réseau interurbain Arc-en-Ciel 2 desservent également l'aéroport.
Une navette routière organisée par Flibco effectue la liaison entre l'aéroport et la gare de Lille-Flandres.

### En voiture
Deux accès autoroutiers pour rejoindre le dépose minute de l’aéroport:
| Autoroute | Axe                               | Sortie                                                             | puis Suivre                      |
| --------- | --------------------------------- | ------------------------------------------------------------------ | -------------------------------- |
| A1        | Lille <> Paris                    | 20 : Faches Thumesnil / Aéroport Lesquin / CRT / Centre Commercial | M655 > Rte de l'Aéroport         |
| A23       | Valenciennes <> Villeneuve d'Ascq | 1 : Aéroport Lesquin / Zone d'activités                            | M655 > Lesquin Aéroport / Fretin |

### À vélo
L’aéroport est dangereusement accessible en vélo. Se situant entre deux axes majeurs reliant l'Europe du Nord à l'Europe du Sud les abords de l’aéroport sont assez peu sécurisés en vélo et extrêmement fréquentés par des poids lourds de jour comme de nuit. Privilégiez la route de l’aéroport depuis Lesquin malgré un rond point très fréquenté a toute heure à la sortie de la ville. Le stationnement des vélos est possible au niveau 0 devant le Hall d'entrée.

## Projet de réaménagement
En 2020, lors de la reprise de la gestion de l'aéroport par un consortium constitué d'Eiffage et AMP, un projet de réaménagement est lancé. Ce projet vise à réhabiliter et agrandir l’aérogare de 18 000 m2 à 30 790 m2, moderniser le terminal passager, ajouter des places de parking et réorganiser les parkings existants, améliorer les pistes et la circulation des avions.
La rampe routière amenant les véhicules jusqu'aux portes du terminal doit être détruite pour laisser la place à un parvis multimodal, facilitant la circulation et la desserte par les véhicules particuliers, les transports en commun et permettant la création d'une gare routière pour les cars longue distance.
En avril 2022, la commission d’enquête chargée d’étudier la légitimité de ce projet lui a rendu un avis favorable. À l’inverse, la commission consultative de l’environnement, composée de représentants des professions aéronautiques, des collectivités locales riveraines et d’associations locales, s’est prononcée contre le projet. Celle-ci redoute notamment une augmentation des nuisances sonores et des conséquences environnementales importantes. En juillet 2022, la préfecture du Nord a délivré l'autorisation environnementale nécessaire à la réalisation du projet.
Les 1 400 personnes ayant répondu à l’enquête publique se sont prononcées contre le projet a près de 80 %. Le collectif Les Survolés de citoyens riverains, l’association NADA Lille (Non à l’Agrandissement De l’Aéroport de Lille) et plusieurs élus locaux dénoncent l’impact environnemental qu’aurait l’augmentation du trafic aérien et remettent en question la viabilité économique du projet. Une soixantaine de maires des communes métropolitaines se sont regroupés pour mener des actions communes. Les maires de Fretin et Lesquin, communes sur lesquelles est situé l’aéroport, ont conjointement refusé de signer le permis de construire pour signifier leur opposition au projet.